# Funka
Funka (kaszub. Funko) – osada leśna w Polsce na obszarze Zaborskiego Parku Krajobrazowego położona w województwie pomorskim, w powiecie chojnickim, w gminie Chojnice.

## Charakterystyka
Kaszubska osada leśna o charakterze letniskowym  nad wschodnim brzegiem jeziora Charzykowskiego.
Miejscowość wchodzi w skład sołectwa Funka. W kierunku północnym znajduje się Park Narodowy „Bory Tucholskie”. Połączenie z centrum Chojnic umożliwiają autobusy komunikacji miejskiej (linia nr 1).

## Historia
W roku 1936 na gruntach podarowanych przez prezydenta Mościckiego powstał „Harcerski Ośrodek Wodny” z pomostami i hangarami żeglarskimi, aktualnie Harcerskie Centrum Edukacji Ekologicznej Funka.
Do 1954 roku w granicach miasta Chojnice.
W latach 1975–1998 miejscowość administracyjnie należała do województwa bydgoskiego.